# Chaceon affinis
Chaceon affinis (Milne-Edwards & Bouvier, 1894) é um caranguejo pertencente à família Geryonidae com distribuição generalizada no Atlântico em profundidades dos 130 – 2047 m